# Wyatt Toregas
Wyatt Reeder Toregas (né le 2 décembre 1982 à Fairfax, Virginie, États-Unis) est un receveur de baseball qui joue en Ligue majeure de baseball en 2009 pour les Indians de Cleveland et en 2011 pour les Pirates de Pittsburgh.

## Carrière

### Carrière scolaire et universitaire
Wyatt Toregas porte les couleurs de son école secondaire, le South Lakes High School, jusqu'en 2001. Il affiche une moyenne au bâton de ,609 lors de sa dernière année à l'école secondaire et est sélectionné en All-State et est désigné meilleur joueur du Virginia High School All-Star Game.[réf. nécessaire]
Il suit pendant trois ans les cours de l'université Virginia Tech où il joue avec les Hokies. 

### Carrière professionnelle

#### Indians de Cleveland
Repêché le 7 juin 2004 par les Indians de Cleveland, il complète sa formation dans les clubs-écoles des Indians : Scrappers de Mahoning Valley (2004), Captains de Lake County (2005), Indians de Kinston (2006) et Aeros d'Akron (2006 et 2007). 
Durant l'intersaison 2008, il est intégré à l'effectif des 40 joueurs des Indians de Cleveland. Il débute toutefois la saison 2008 avec Akron et l'achève en Triple-A avec les Bisons de Buffalo.
Versé en Triple-A en début de saison 2009, Wyatt Toregas fait ses débuts en Ligue majeure le 1er août 2009.

#### Pirates de Pittsburgh
En janvier 2011, il signe un contrat des ligues mineures avec les Pirates de Pittsburgh. Il passe l'année chez les Indians d'Indianapolis, club-école des Pirates dans la Ligue internationale, et n'est rappelé par le grand club que pour trois parties.

## Statistiques
| Saison | Équipe    | G  | AB | R | H | 2B | 3B | HR | RBI | SB | BA    |
| ------ | --------- | -- | -- | - | - | -- | -- | -- | --- | -- | ----- |
| 2009   | Cleveland | 19 | 51 | 1 | 9 | 1  | 0  | 0  | 6   | 0  | 0,176 |
| Totaux | Totaux    | 19 | 51 | 1 | 9 | 1  | 0  | 0  | 6   | 0  | 0,176 |

Note : G = Matches joués ; AB = Passages au bâton; R = Points ; H = Coups sûrs ; 2B = Doubles ; 3B = Triples ; 
HR = Coup de circuit ; RBI = Points produits ; SB = Buts volés ; BA = Moyenne au bâton.